# Diecezja Foligno
Diecezja Foligno (łac. Dioecesis Fulginatensis) – diecezja Kościoła rzymskokatolickiego we Włoszech, w metropolii Perugii, w regionie kościelnym Umbria.
Według tradycji w pobliżu Foligno działali apostołowie Piotr i Paweł. Biskupstwo zostało założone już w I wieku. Za pierwszych biskupów uważa się męczenników Kryspolda i Brycjusza oraz Felicjana. Natomiast pierwszym historycznie biskupem był Urban (w 487 r.). Wśród wybitnych biskupów Foligno znajdują się m.in. św. Bonfiliusz OSB (w 1078 r.) - uczestnik pierwszej Krucjaty; uczestnicy Soboru Trydenckiego - Isidoro Clario OSB  i Clemente Dolera OFM; kard. Giovanni Antonio Serbelloni czy kard. Giorgio Gusmini.
W XII-XIV wieku Foligno było niezależną komuną miejską. W 1409 weszła w skład Państwa Kościelnego zachowując jednak autonomię. W 1080 benedyktyni z klasztoru Santa Croce (św. Krzyża) w Sassovivo utworzyli kongregację, która w XIV wieku obejmowała ponad 140 kościołów, 20 opactw i 73 przeoraty. Z kolei święty Franciszek z Asyżu założył tutaj w 1213 konwent braci mniejszych.

## Ważniejsze zabytki
Katedra w Foligno została zbudowana w 1133 na miejscu bazyliki św. Felicjana z V wieku, z portalem z 1201, została przebudowana i powiększona w XVI-XVIII wieku. Ważniejsze kościoły to m.in. Santa Maria Infraportas (trójnawowa bazylika z freskami  XII i XVI w.), S. Giovanni Profiamma (1231), S. Domenico (1251, obecnie teatr) oraz renesansowy della Nunziatella (1494) z dziełami Perugina. W Foligno w 1472 ukazało się pierwsze wydanie Boskiej komedii Dantego.

## Galeria

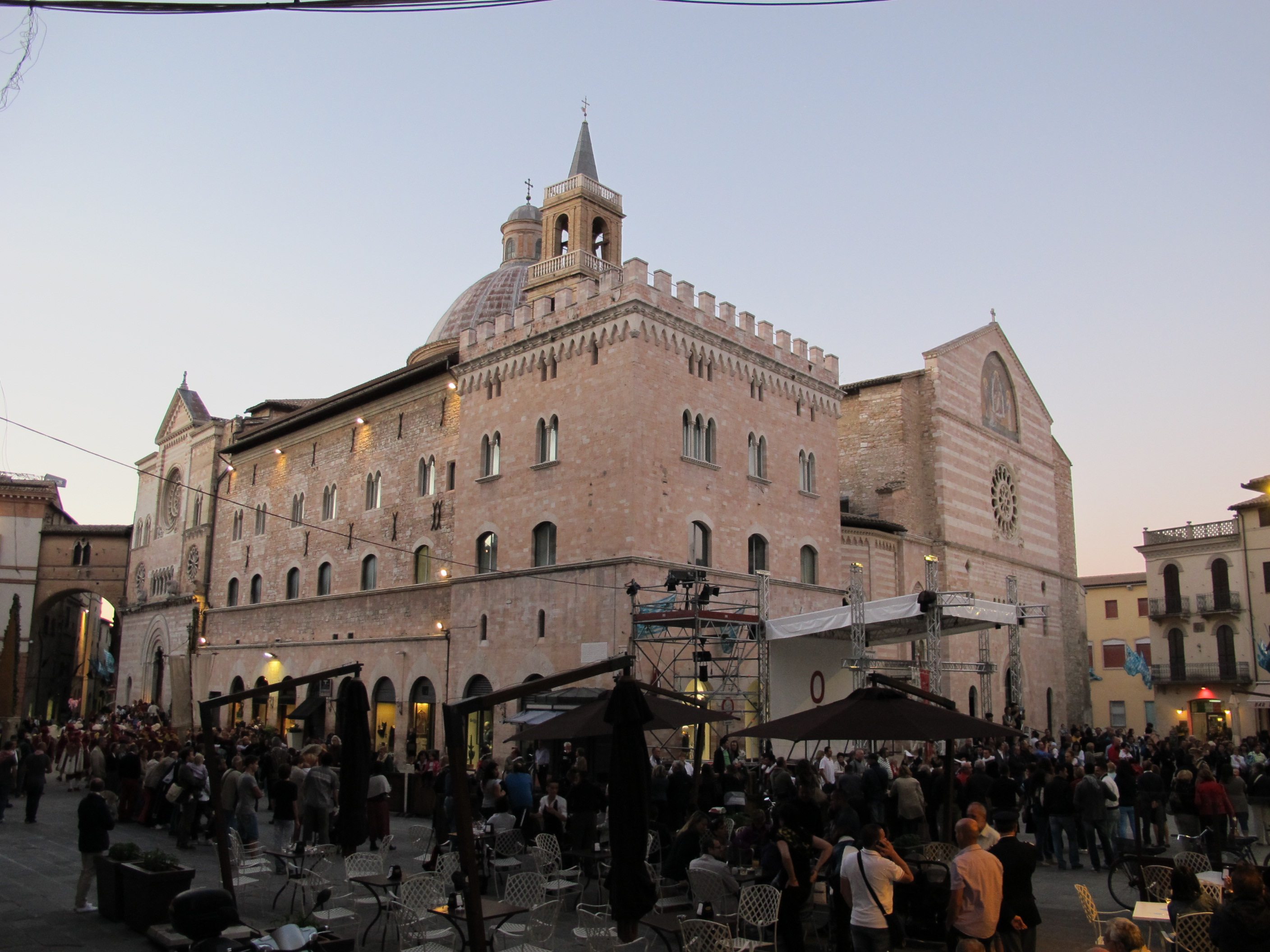
Duomo di San Feliciano
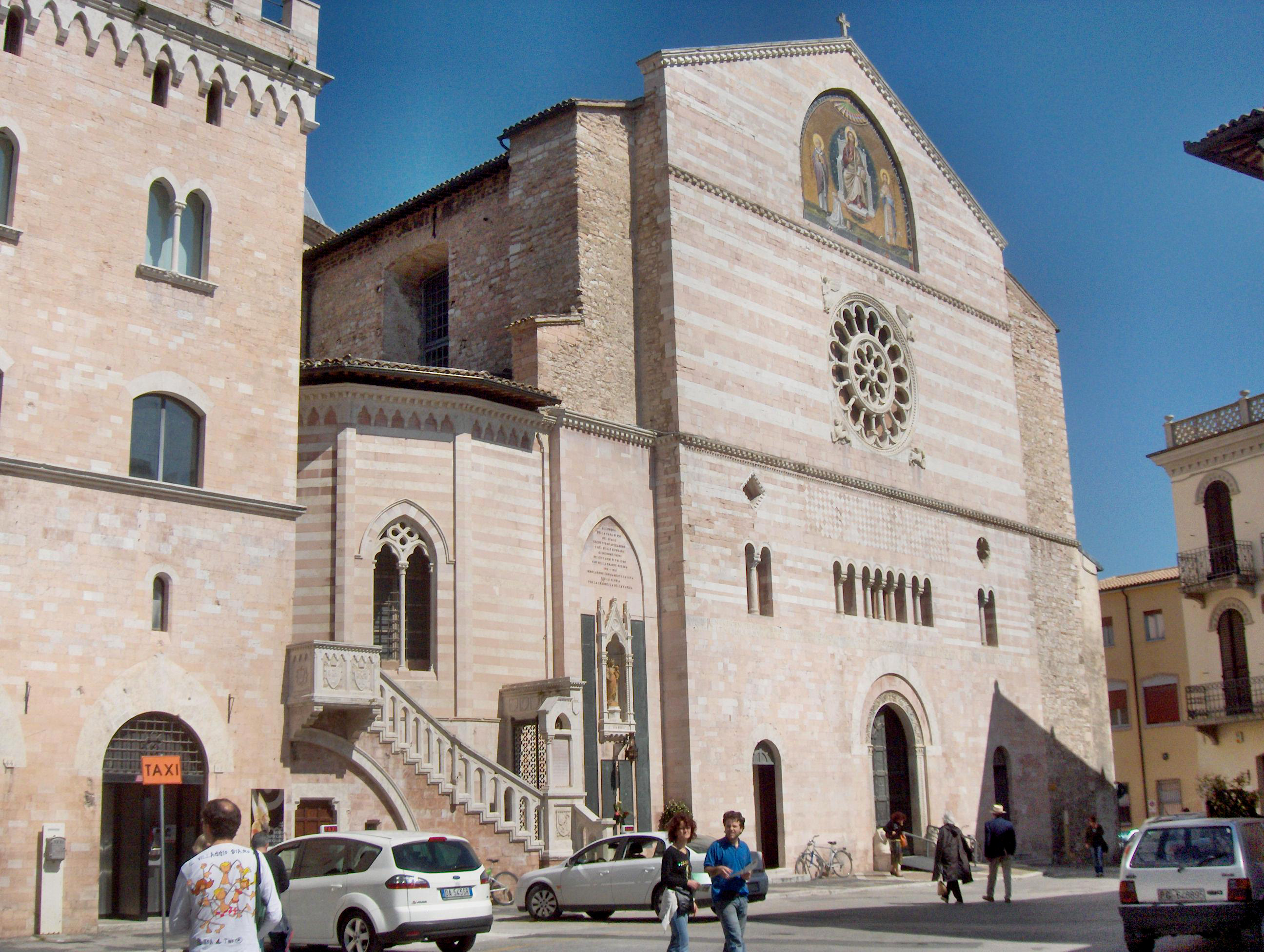
Duomo di San Feliciano
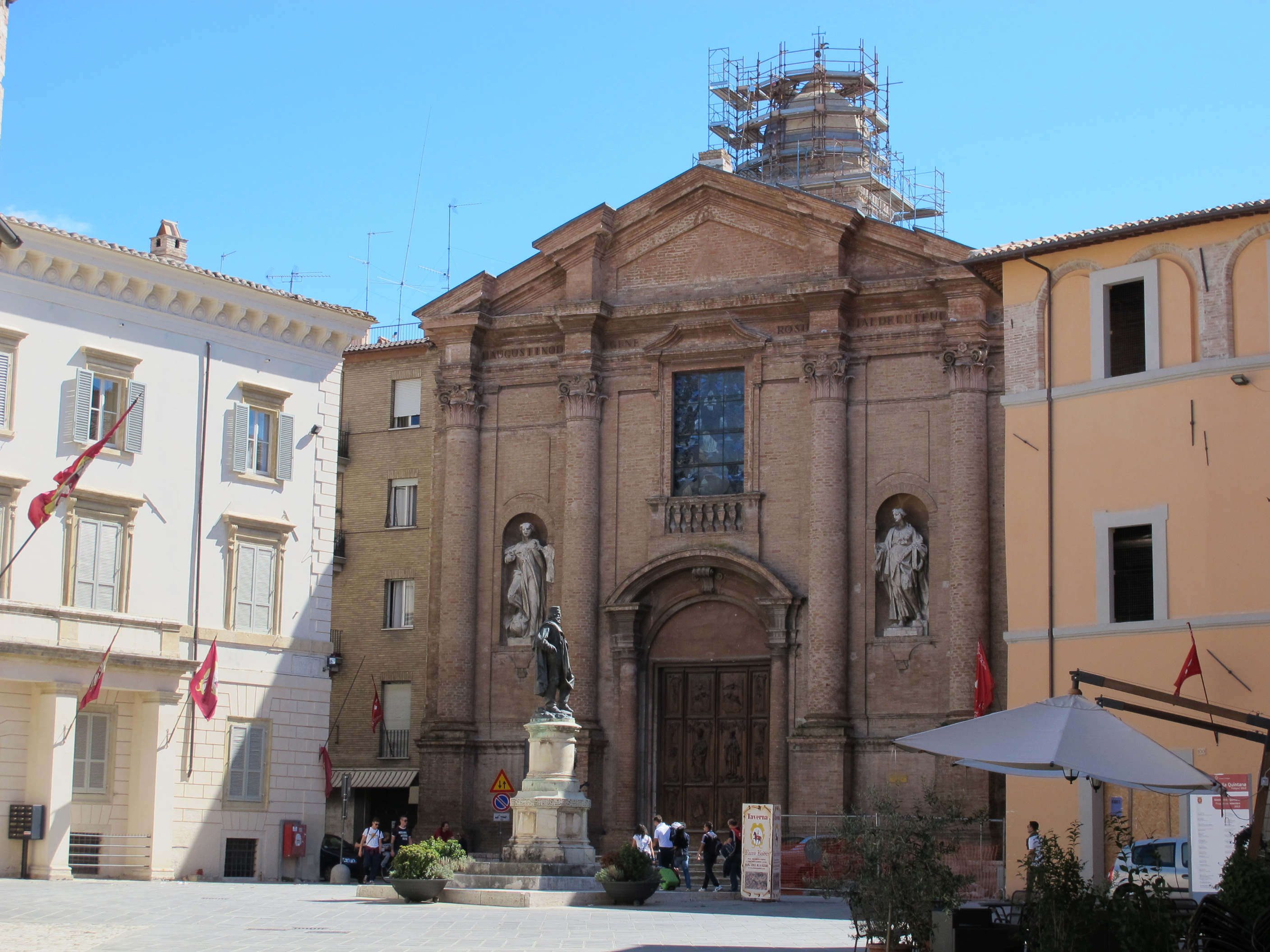
Chiesa di Sant'Agostino
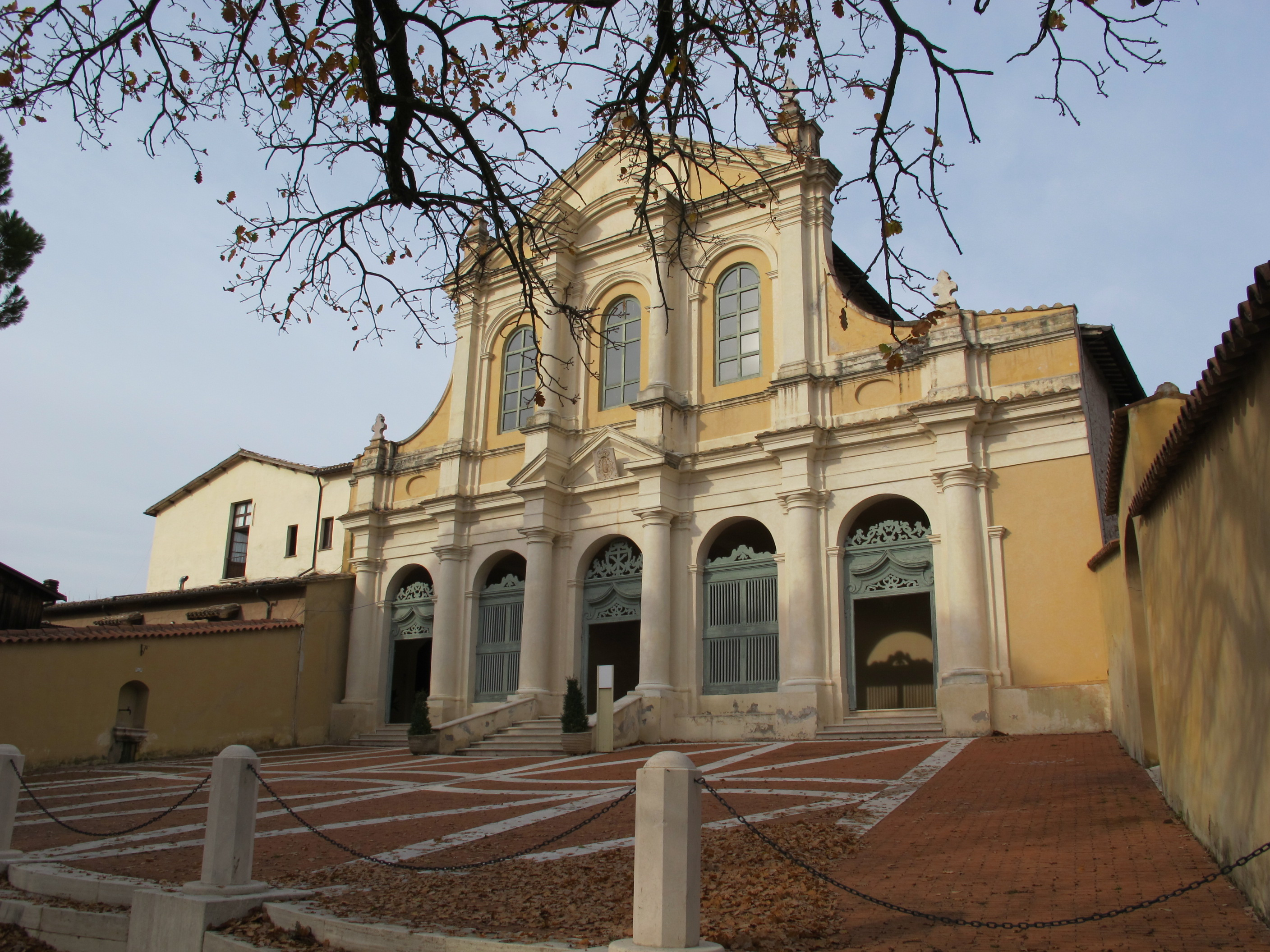
Convento di San Bartolomeo
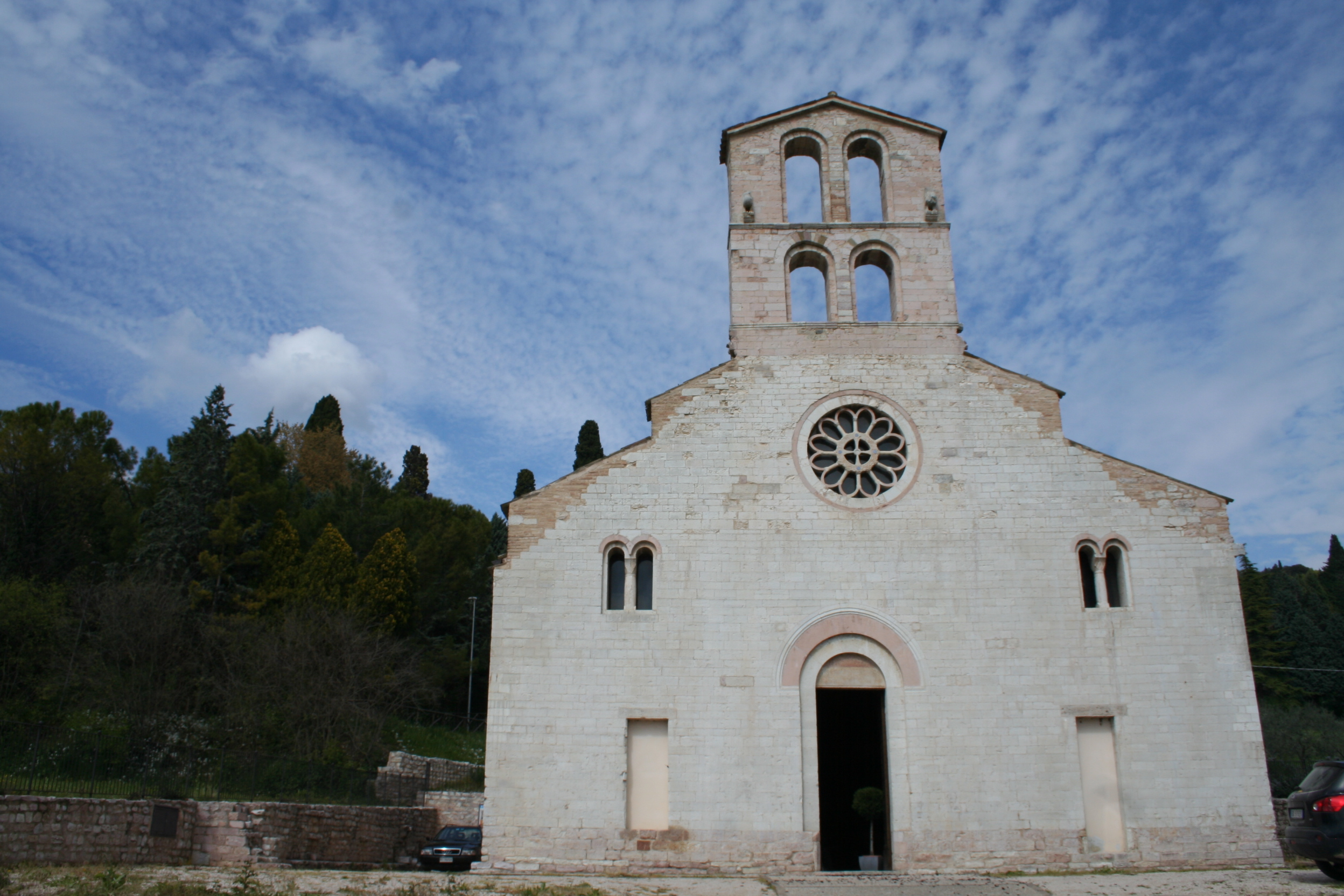
Chiesa di San Claudio (Spello)
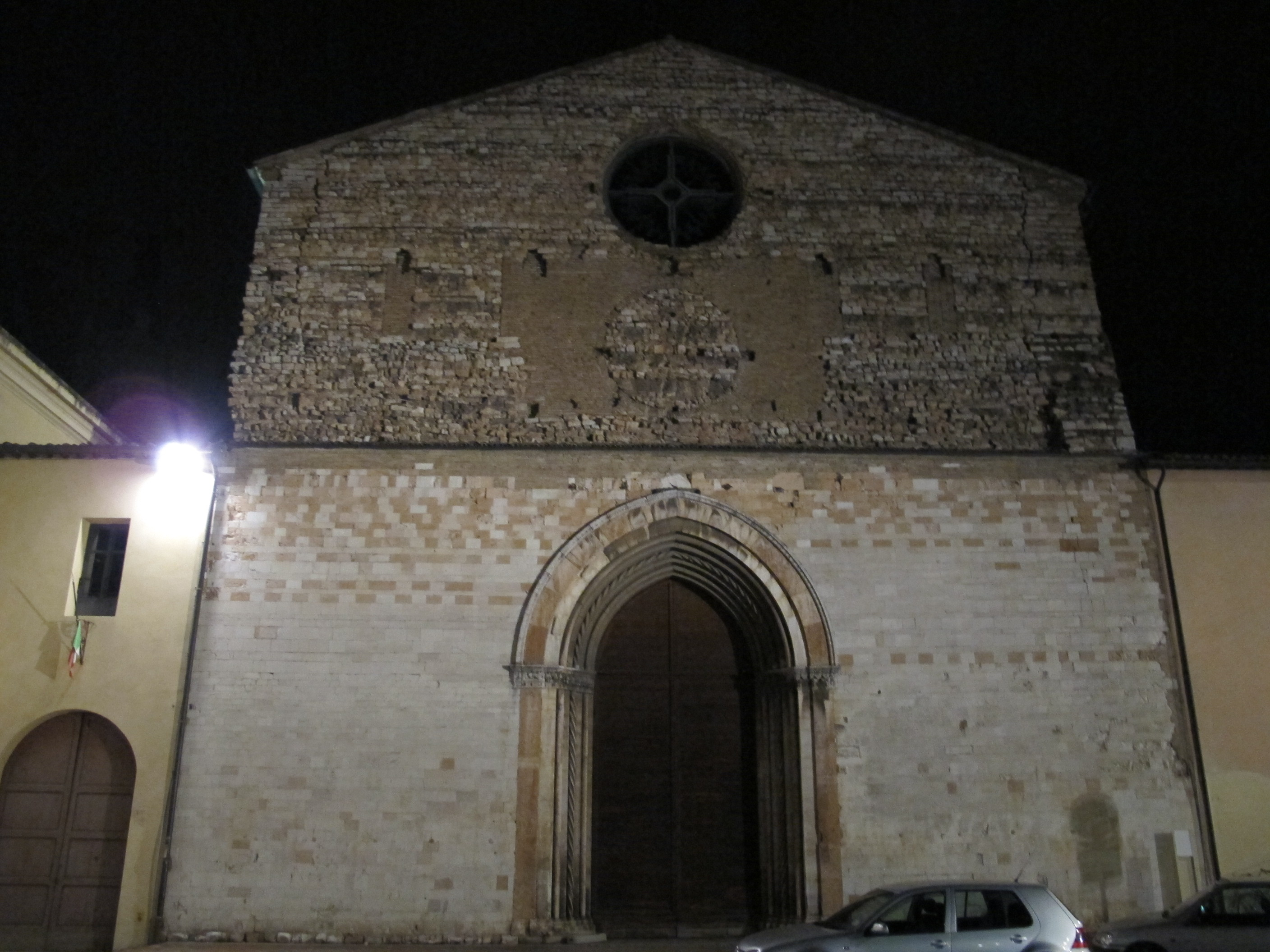
Auditorium San Domenico
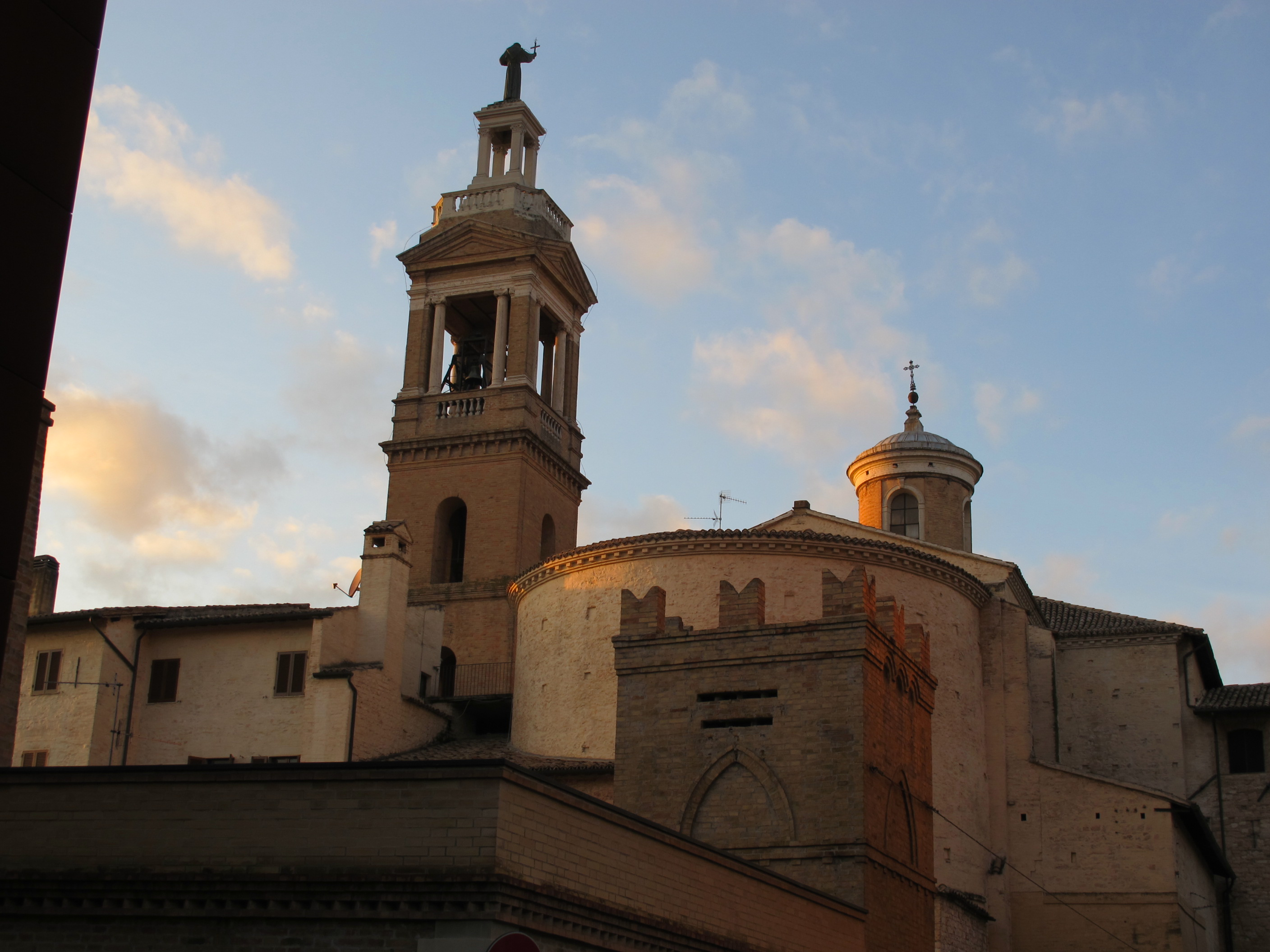
Chiesa di San Francesco
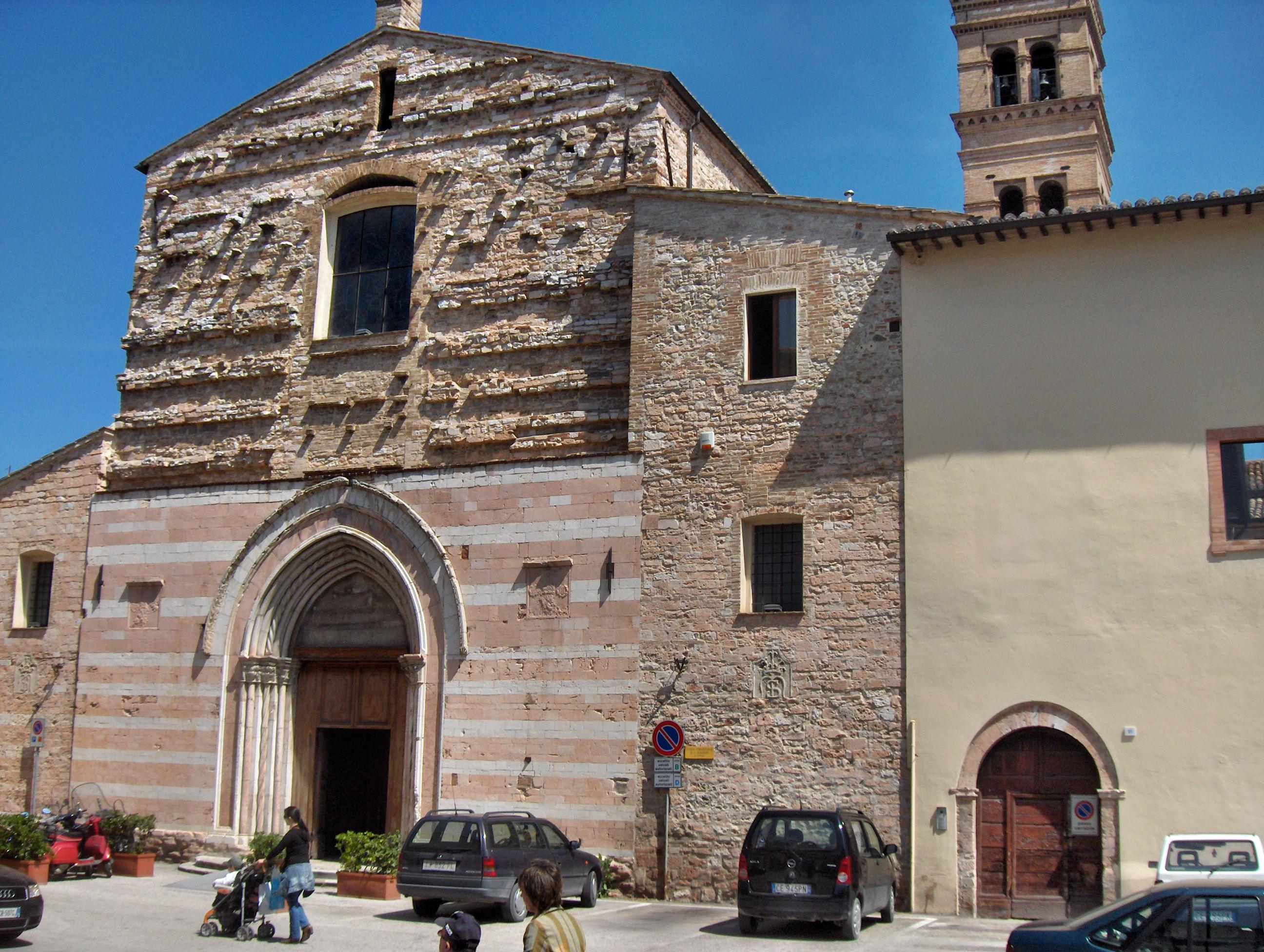
Chiesa di San Giacomo
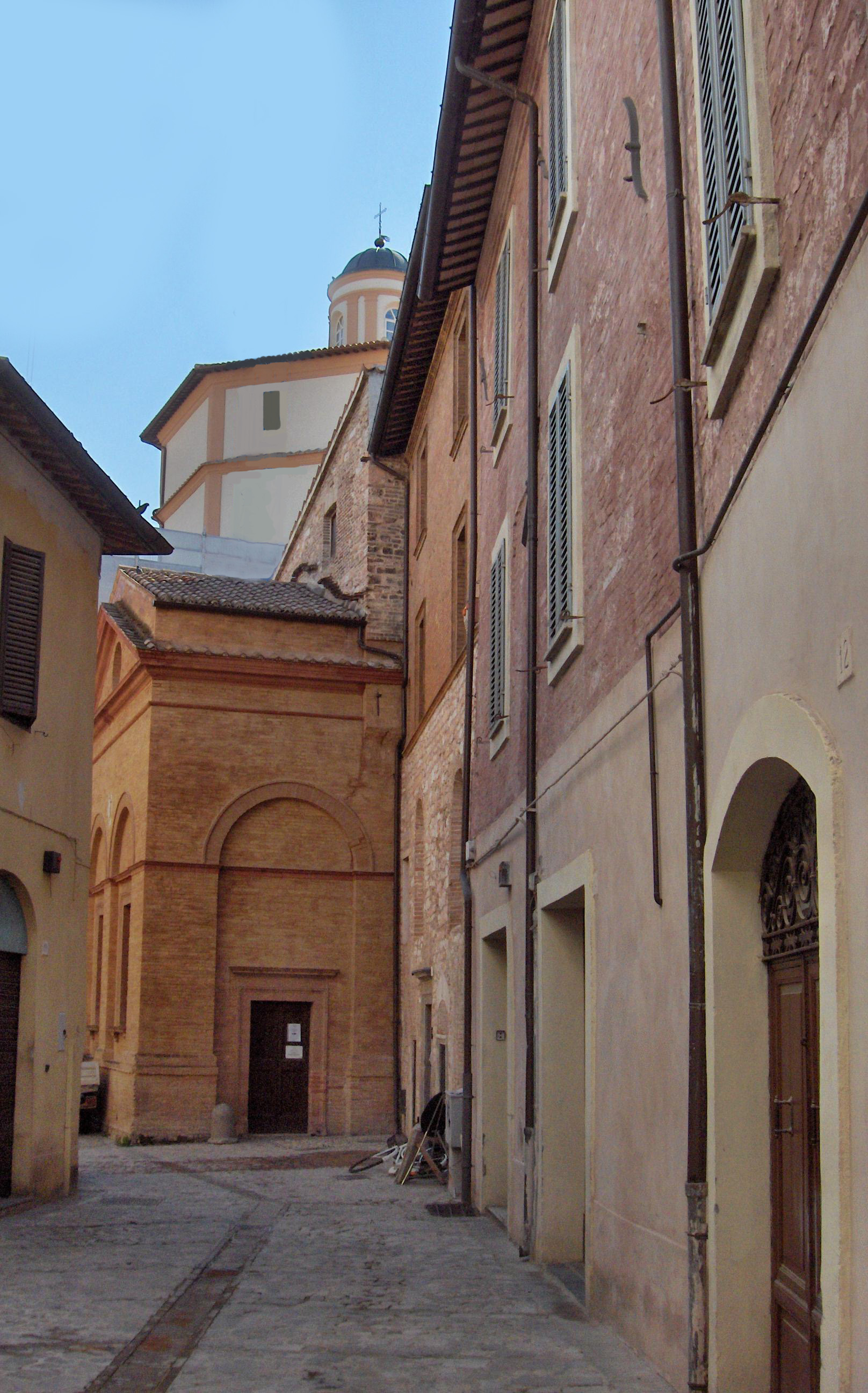
Oratorio della Nunziatella
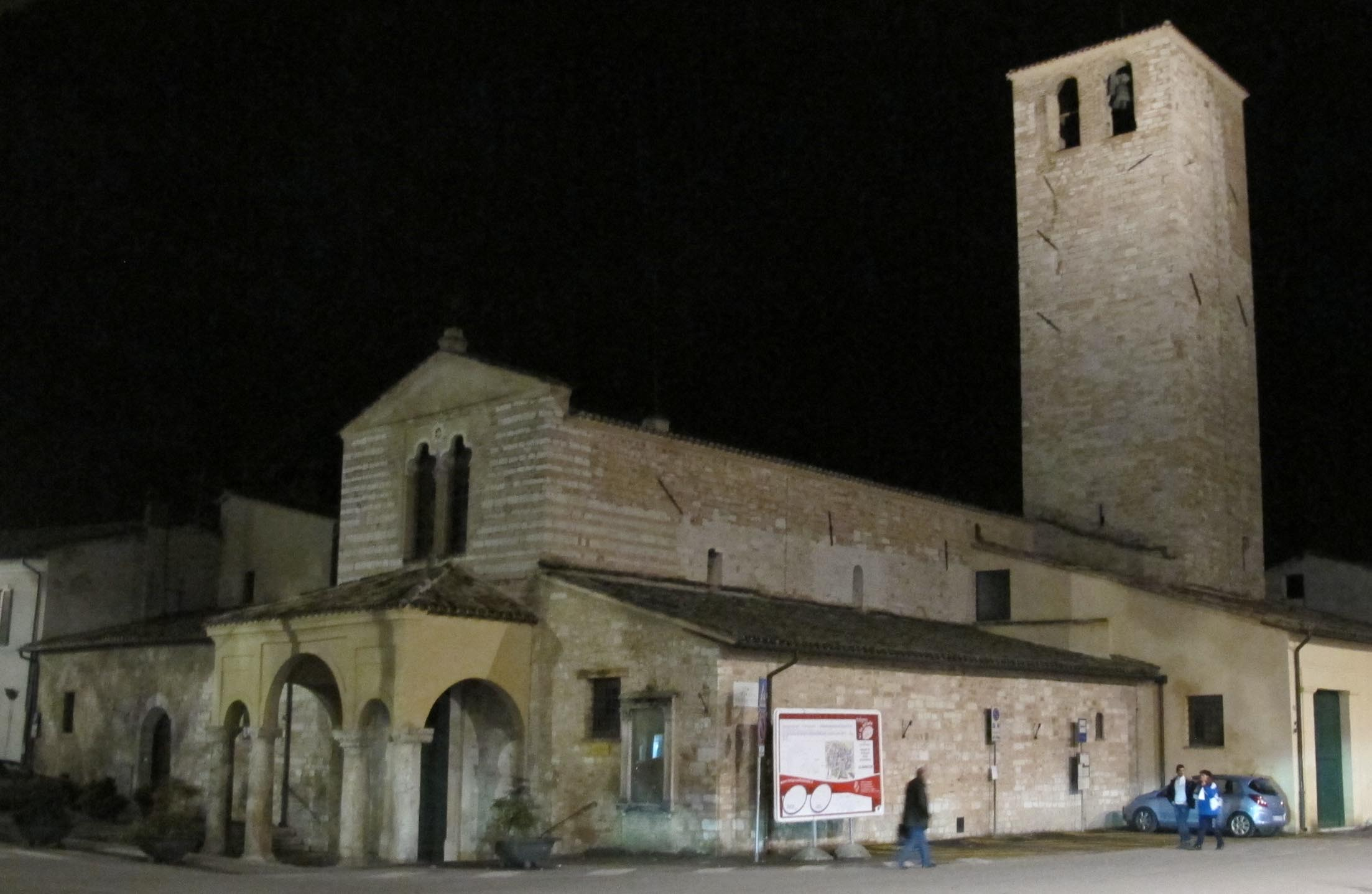
Collegiata di Santa Maria Infraportas
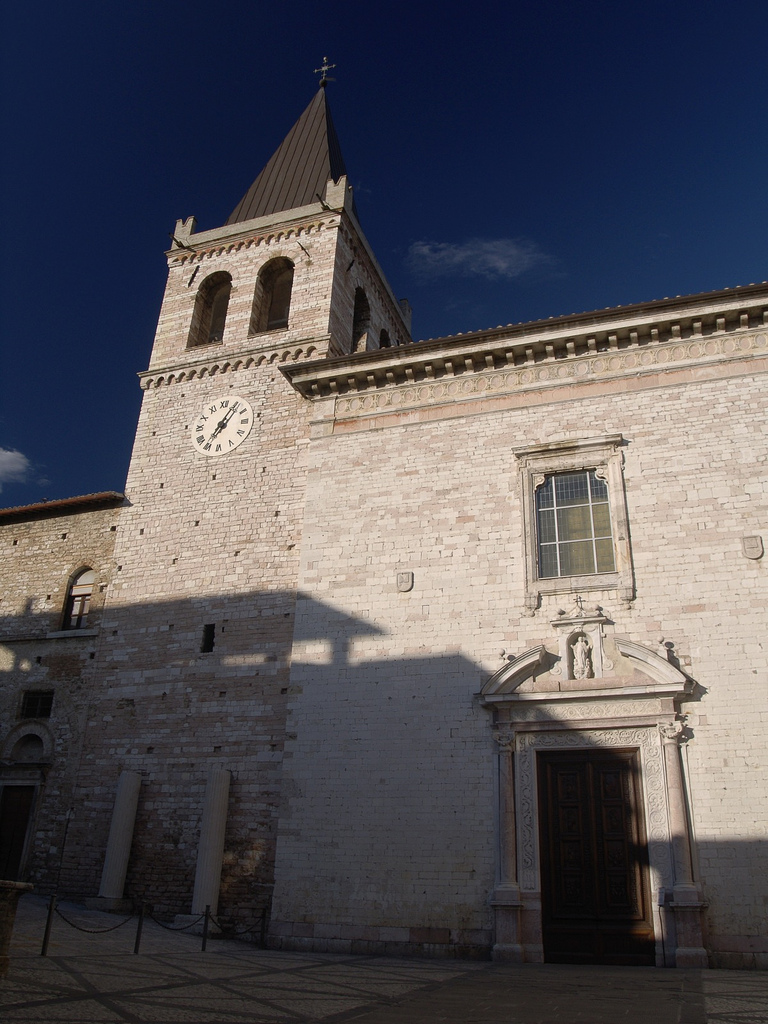
Collegiata di Santa Maria Maggiore (Spello)
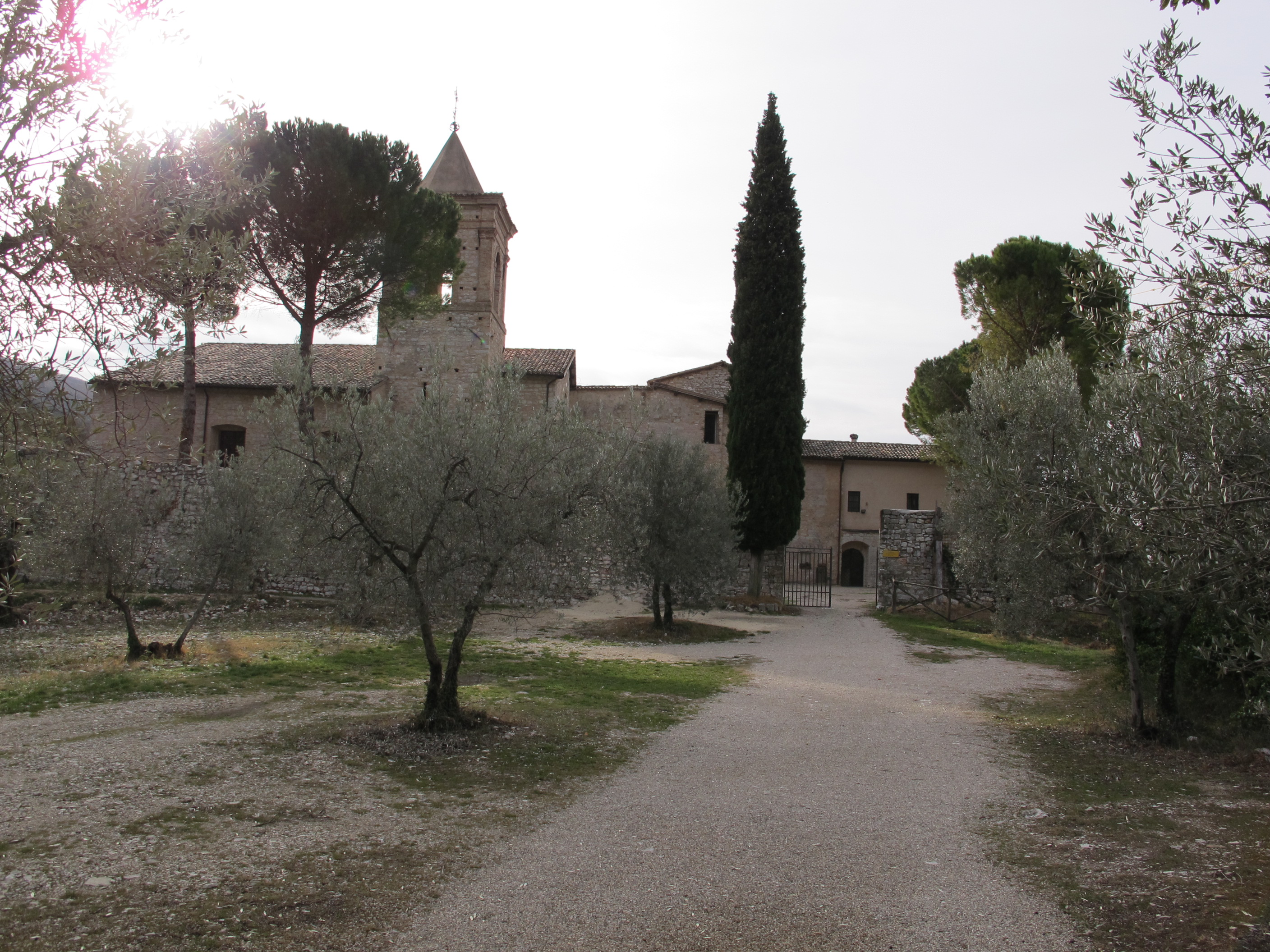
Abbazia di Santa Croce in Sassovivo